# باريت ريتش
باريت ريتش (بالإنجليزية: Barrett Rich)‏ هو سياسي أمريكي، ولد في 14 يونيو 1977 في سومرفيل في الولايات المتحدة. حزبياً، نشط في الحزب الجمهوري. وقد انتخب عضو مجلس نواب تينيسي.